# Hervormde Kerk in Oekraïne

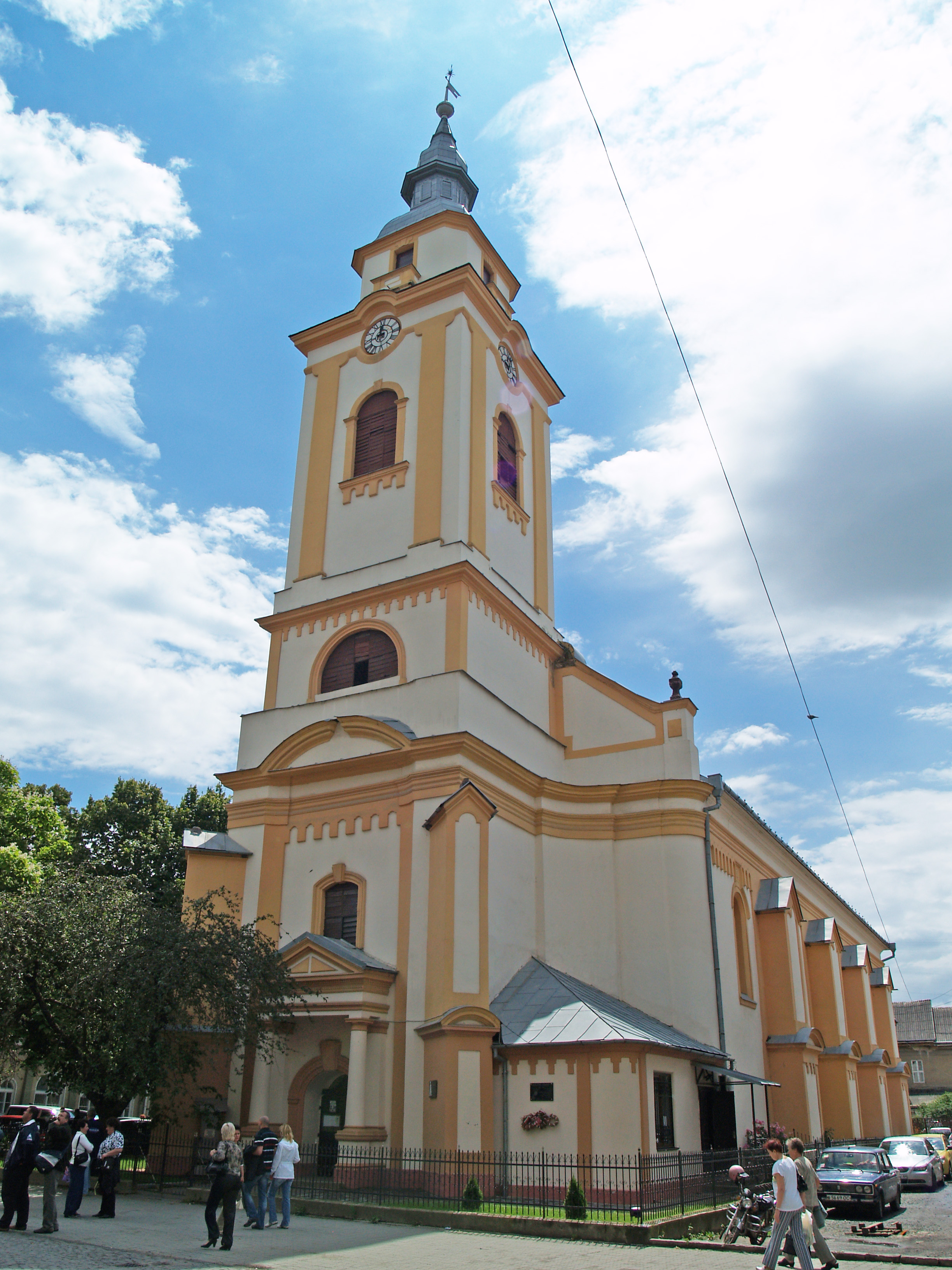
Hervormde Kerk in Berehove

De Hervormde Kerk in Oekraïne (Hongaars: Kárpátaljai Református Egyház) is een kerkelijke gemeenschap van de etnische Hongaren in de Oblast Transkarpatië. In Oekraïne bestaat de kerk uit 81 lokale kerkelijke gemeenten.
In 1920 had de kerk 65.000 leden, het huidige aantal is circa 120.000.
De kerkelijke stroming valt onder het presbyterianisme (calvinisme) en werd gesticht in Debrecen in 1567. Tot het midden van de 19e eeuw werd de kerk - en religieuze vrijheid in het algemeen - onderdrukt en was nauw verbonden met het Hongaarse nationalisme. De kerk is de enige calvinistische kerk die een bisschoppelijke structuur kent. De bisschopszetel bevindt zich in Berehove. Verder heeft de kerk in Oekraïne vier reformatorische scholen (Gymnasiums) onder zijn beheer.
In Hongarije is het de tweede kerk van het land na de Rooms-Katholieke Kerk (Magyar Reformatus Egyház, MRE). In Roemenië is het de hoofdkerk onder de Hongaars-Roemeense bevolking. De MRE strekt ook ver buiten Hongarije, met aanhangers zelfs tot aan Latijns-Amerika. De kerk heeft alleen al in Hongarije meer dan 2,4 miljoen leden. In Roemenië telt het kerkverband circa 700.000 leden.